# تفاوت الثروة في جنوب إفريقيا
تفاوت الثروة في جنوب أفريقيا جنوب إفريقيا هي الدولة الأكثر تفاوتًا اقتصاديًا في العالم وفقًا لبيانات البنك الدولي. يتزايد الفرق بين الأغنياء والفقراء في جنوب إفريقيا بشكل مطرد منذ نهاية الفصل العنصري في عام 1994، ويرتبط هذا التفاوت ارتباطًا وثيقًا بالانقسامات العرقية في المجتمع.

## خلفية
ظل معامل جيني في جنوب إفريقيا مرتفعًا منذ عام 1982، وأثبت أنه أعلى بشكل ملحوظ من البلدان ذات الخصائص المماثلة. على سبيل المثال جنوب أفريقيا لديها معامل جيني 63 والولايات المتحدة عند 41.5، وأوكرانيا مع درجة 25. على الرغم من أن البرازيل وجنوب إفريقيا غالبًا ما يتم وضعهما في نفس الفئة من حيث الثروة وعدم المساواة في الدخل، فقد شهدت البرازيل نتائج أكثر إيجابية في السنوات الأخيرة. في حالة البرازيل انخفض معامل جيني من 59.3 في عام 2001 إلى 53.1 في عام 2011، هذا هو ضعف معدل جنوب أفريقيا.
يحتفظ أعلى 20٪ من السكان في معظم البلدان بمتوسط 47٪ من الدخل، بينما في جنوب إفريقيا يحتل أعلى 20٪ من السكان ما يقرب من 70٪ من الدخل. يتكون الباقي في الغالب من الطبقة الوسطى، وتترك كل من أعلى 20٪ والطبقة الوسطى أقل من 5٪ من الدخل لأدنى 20٪ من السكان.

## اقتصاديات جنوب افريقيا

### اقتصاد ثنائي
جنوب إفريقيا تحكم اقتصادًا مزدوجًا. جزء من البلاد مبني على اقتصاد رأسمالي متقدم، يستفيد منه بشكل أساسي السكان البيض. الجانب الآخر «المزدوج» أو المنقسم للبلد يتعلق بالبنية المتوافقة مع العالم الثالث، والبلد المتخلف يتعلق بالسكان السود في الغالب. في جنوب إفريقيا تُعرف هذه الفكرة بالاقتصاد الأول (الصناعات الرأسمالية عالية الربحية) والثاني (المتخلف). يساهم الاقتصاد الأول في غالبية ثروة جنوب إفريقيا، وهو مندمج في الاقتصاد العالمي. يتكون الاقتصاد الثاني من الوظائف التي تتطلب مهارات منخفضة والوظائف التي عفا عليها الزمن. هناك القليل من الارتباط بين هذين الاقتصادين، كما هو متوافق مع أبسط أشكال تعريف الاقتصاد المزدوج، والذي يجب تقسيمه. يشير هذا الانفصال إلى التقسيم الاقتصادي، كما يساهم في التقسيم الاجتماعي. لا يساهم الاقتصاد الثاني في الاقتصاد على نطاق عالمي، ويخدم غرضًا لتقديم وظائف منخفضة الأجر بشكل متزايد.

### الوضع الاقتصادي الحالي
تاريخياً اعتمدت جنوب إفريقيا بشكل كبير على صناعات التعدين والزراعة، لكن العولمة غيرت ذلك. الآن تم تصنيف صناعات التعدين والزراعة كجزء من الاقتصاد الثاني لجنوب إفريقيا. لقد تم التخلي عن صناعات التعدين والزراعة مع الموجة الحديثة من التكنولوجيا المتقدمة والتجارة العالمية والقطاع المالي في جنوب إفريقيا. نظرًا لأن القطاع المالي الرأسمالي في جنوب إفريقيا قد أسس دورًا مهمًا على نطاق عالمي، فقد نما منذ الفصل العنصري، بينما تراجعت الصناعات الاقتصادية الثانية، جنبًا إلى جنب مع الكثير من السكان السود الذين شكلوا الصناعات المتدهورة. وفقًا لدائرة الإحصاء في جنوب إفريقيا بلغ معدل البطالة 29.1٪ في مسح 2019. بين الربع الثاني والربع الثالث في عام 2019 ارتفع عدد العاطلين عن العمل حيث أبلغ كل من قطاعي الزراعة والتعدين عن 38.000 عاطل عن العمل. نظرًا لزيادة عدد العاطلين عن العمل على مدار الوقت (من المتوقع أن يكون أعلى بعد تحليل تأثير كوفيد 19) في صناعات الاقتصاد الثاني، شهد الاقتصاد الأول بالفعل مخططات إيجابية، بدلاً من سلبية. في تحليل ربع سنوي مختلف في عام 2019 (الربع الرابع) أفادت دائرة الإحصاء أن القطاع غير الزراعي في جنوب إفريقيا أضاف 16.000 وظيفة، مما زاد عدد الأشخاص العاملين في القطاع الرسمي غير الزراعي إلى 10.2 مليون. في تحليل الربع الرابع من عام 2019 استمر الاتجاه إيجابيًا للصناعات التجارية، حيث أضاف 29.000 وظيفة إضافية. أبلغت صناعة خدمات الأعمال عن 12.000 وظيفة إضافية أيضًا.

## الفرق في المجموعات العرقية
يبلغ عدد السكان السود حوالي 75٪ من السكان، ويشكل السكان البيض 12 ٪، وتشكل فئة العرق المختلط 11 ٪، ويشكل الآسيويون والهنود 3 ٪. أظهرت البيانات التي أتاحتها سي إن إن أن البيض في جنوب إفريقيا يكسبون ما يقرب من ثلاثة أضعاف متوسط الأجر الذي يتقاضاه السود في جنوب إفريقيا، والذين يشكلون الغالبية العظمى من القوى العاملة. تظهر البيانات أن الفجوة الآخذة في الاتساع وبين الأجيال تؤثر بشكل غير متناسب على السود في جنوب إفريقيا. يقدر البنك الدولي أن جنوب إفريقيا ستحتاج إلى مضاعفة عدد الوظائف التي يتم إنشاؤها كل عام، من أجل رؤية انخفاض كبير. يهيمن قطاع الخدمات على القوى العاملة المتجانسة، كما أن الوظائف الصناعية أو الزراعية التي تتطلب مهارات متدنية آخذة في التدهور. تسير جنوب إفريقيا على الطريق الصحيح لإنتاج بلد أكثر استقطابًا في فئات متعددة، مما يترك للفئات ذات الدخل المنخفض فرصة أقل للنمو ونقص في التعرض للتعليم أو غيره من مكونات النمو عبر الأجيال.